# Aghchorguitt
Aghchorguitt est une commune du sud-ouest de la Mauritanie, située dans le département d'Aleg de la région de Brakna, à la frontière avec le Sénégal.